# Большое Болдино
Большо́е Бо́лдино — село на юго-востоке Нижегородской области, административный центр Большеболдинского муниципального округа и Большеболдинского сельсовета. Большое Болдино и прилегающие земли на протяжении четырёх веков принадлежали роду Пушкиных — одному из древнейших дворянских родов России. В настоящее время историческая часть села является памятником культуры федерального значения.

## Физико-географические сведения
Большое Болдино расположено в 170 км к юго-востоку от Нижнего Новгорода, в 90 км к северу от Саранска (по прямой) и в 38 км от железнодорожной станции Ужовка, на правом возвышенном берегу реки Азанка (приток Чеки). Расстояние по автодороге от Нижнего Новгорода (через Большое Мурашкино, Бутурлино, Гагино) составляет 205 км, от Саранска — 110 км. Между Большим Болдино и Москвой чуть больше 600 км.
Село расположено в лесостепной природной зоне, в природно-территориальном регионе, называемом Мордовской возвышенностью. В нескольких десятках километрах от села находится наивысшая точка Нижегородской области (высота 247 метров над уровнем моря).
Окрестные земли представляют собой волнисто-холмистую равнину, пересекаемую многочисленными долинами небольших рек и ручьёв, оврагов и балок. Речные долины глубоко врезаны, правые берега обычно высокие и обрывистые, левые — более низкие и пологие. В основном на территории Большеболдинского района степной ландшафт, безлесная равнина, постепенно снижающаяся на севере к руслу Пьяны.

### Климат
По климатическому делению Нижегородской области Большое Болдино расположено в тёплом, сухом подрайоне юго-восточного возвышенного Правобережья. Климат умеренно континентальный с хорошо выраженными временами года, умеренно жарким летом и холодной многоснежной зимой. 
По данным ближайшей метеорологической станции, расположенной в городе Лукоянове, средняя годовая температура в Большом Болдине составляет +3,2 °C, средняя температура июля — +18,6 °C, средняя температура января — −12,2 °C. Абсолютный максимум: +38 °C, абсолютный минимум: −42 °C. Средняя глубина промерзания почвы составляет 81 см. Снежный покров устанавливается в среднем к 23 ноября, снег сходит в среднем к 11 апреля. Средняя продолжительность безморозного периода составляет 139 дней. Среднегодовое количество осадков 501 мм. Норма осадков для самого влажного месяца (июля) составляет 76 мм, самого сухого месяца — февраля — 28 мм.

### Почвы
Большое Болдино находится в переходной полосе между зонами серых лесных и чернозёмных почв. Наибольшее распространение имеют серые лесные, чернозёмы и дерново-подзолистые почвы, по гранулометрическому составу глинистые, средне-суглинистые и тяжёло-суглинистые. Содержание гумуса 5,3 %. Почвы слабокислые, показатель кислотности рН-5,7. Бонитет почв 70,9 балла.

### Растительный и животный мир

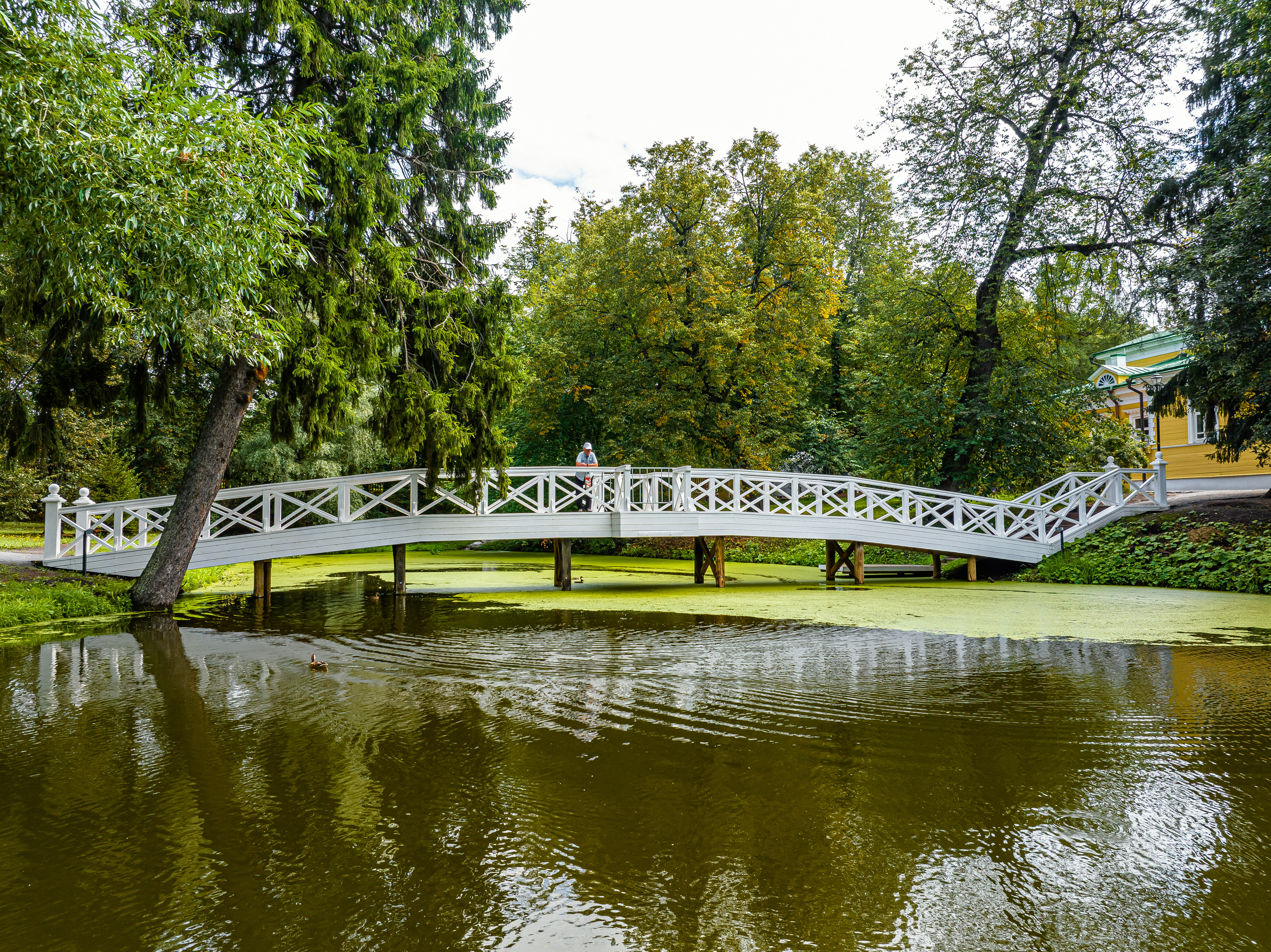
Горбатый мостик, ставший символом Большого Болдина

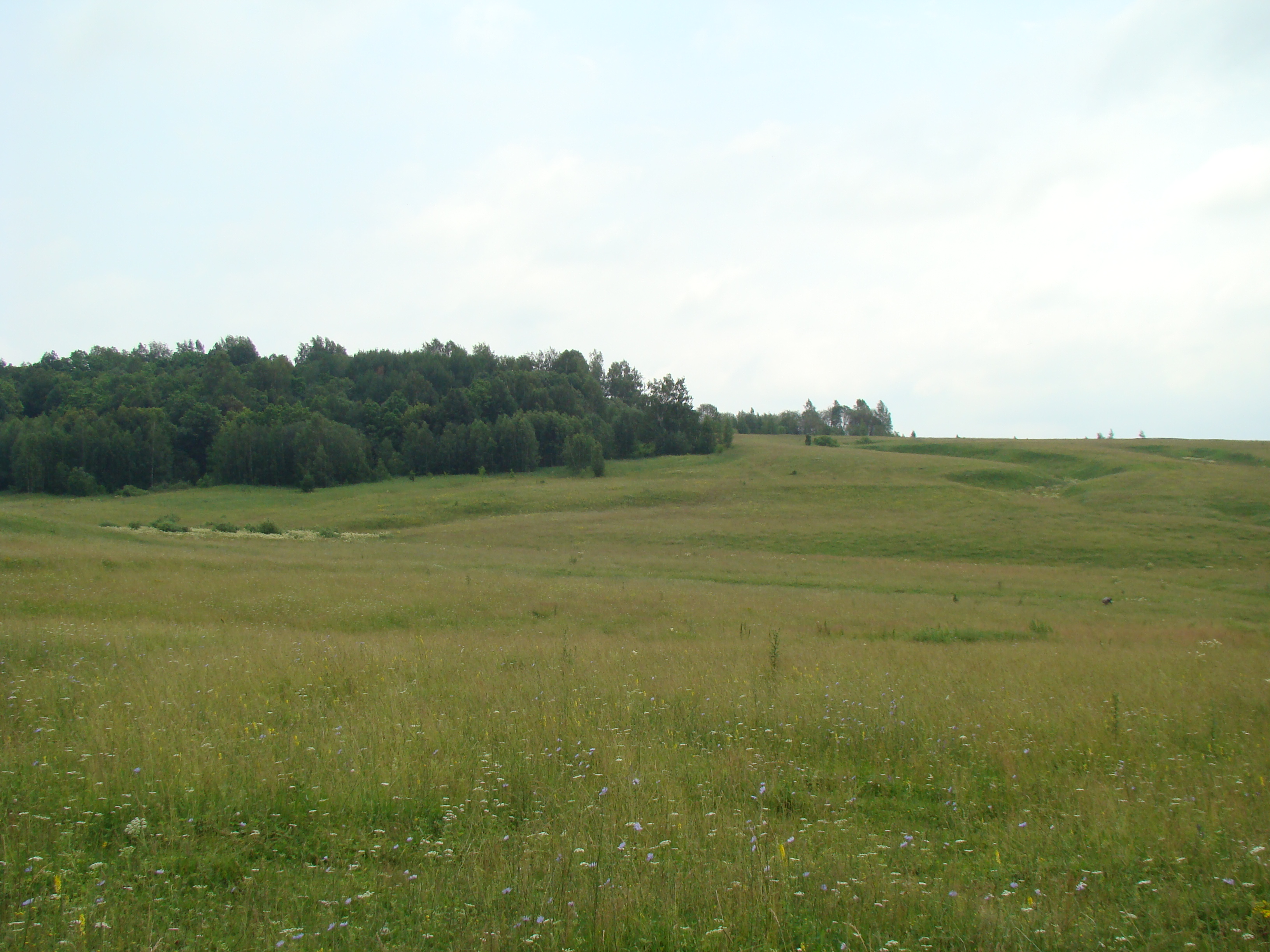
Болдинский пейзаж. Роща Лучинник

Леса Большеболдинского округа относятся к переходной зоне: от сосново-широколиственной к лесостепной. Преобладающими породами деревьев в лесах являются — дуб низкоствольный, берёза и осина. 
В древние времена территория Большого Болдина и прилегающих земель была покрыта широколиственными лесами: «лес до старого селища Болдина», «около Кистенева лес произрастает: дубовый, липовый, берёзовый и осиновый». В период будного (поташного) производства в XVII веке большинство лесов было истреблено; ныне лесные массивы сохранились лишь на юге Большеболдинского района на границе с Мордовией. Остатки лесов сохранились в виде дубрав, среди которых известная со времён А. С. Пушкина роща Лучинник. К западу от села находится небольшой лес, преимущественно из осины  — Осинник. Луговая растительность представлена видами разнотравья: васильки, белоголовый клевер, шалфей, тимофеевка, типчак. В результате распаханности и плотной заселённости территории вокруг Большого Болдина животный мир немногочислен, из млекопитающих встречаются заяц-русак, крот, полевая мышь; из птиц — серая куропатка, перепел, жаворонок, в перелесках — удод, сизоворонка. Из рыб в водоёмах встречается карась, плотва, усатый голец, вьюн, щука.

## Население
В древности территорию, где расположено Большое Болдино и окрестные земли, занимали мордовские племена.
Об этом свидетельствуют раскопки, проведённые на месте эрзянского могильника XIV века Нижегородской учётной архивной комиссией под руководством А. В. Снежевского у села Гагино бывшего Сергачского уезда Нижегородской губернии в 1894 году.
Русское население на территории Большого Болдина стало появляться, по-видимому, после 1340 года, когда по ханскому ярлыку князь Константин Васильевич получил великое княжество Суздальско-Нижегородское, и, желая закрепить за собой мордовские земли, призвал людей селиться на них:
«Великий князь Константин, — сообщал летописец, — повелевал русским селиться по Оке и по Волге, и по Кудьме, и на мордовских селищах, где кто пожелает».
Колонизация междуречья Волги, Оки, Суры и Пьяны русскими была завершена к началу XVII столетия, однако продолжалась и далее: в XVII и XVIII веках. Как свидетельствуют исторические источники, многие селения болдинской округи были основаны именно в это время.
Однако, ещё в 1897 году в гигантском Лукояновском уезде мордваязычные составляли 14%.
Статистика численности населения Большого Болдина с 1798 года:
| Год             | 1798 | 1859 | 1895 | 1916 | 1925 | 1959 | 1970 | 1979 | 1989 | 2002 | 2010 |
| --------------- | ---- | ---- | ---- | ---- | ---- | ---- | ---- | ---- | ---- | ---- | ---- |
| Население, чел. | 2139 | 1673 | 1998 | 1435 | 2742 | 250З | 2864 | 3403 | 4432 | 4919 | 5074 |
| Мужчины         | 1044 | 814  | 978  | ?    | ?    | 1105 | 1278 | 1523 | 2082 | 2311 | 2373 |
| Женщины         | 1095 | 859  | 1020 | ?    | ?    | 1398 | 1586 | 1820 | 2350 | 2608 | 2701 |

## Символика
Проект герба Большого Болдина и одноимённого района был принят районным Земским собранием в 1998 году, в преддверии празднования 200-летия со дня рождения А. С. Пушкина. Герб представляет четырёхугольный, с закруглёнными нижними углами, заострённый в оконечности геральдический щит, разделённый горизонтально на три части. В верхней, меньшей части, на белом фоне надпись золочёными буквами: «Болдино». Средняя и нижняя части герба равны по высоте, в средней части на лазоревом фоне — олень червлёного цвета с ветвистыми рогами и копытами чёрного цвета — символ принадлежности села к Нижегородской области. В нижней части, на червлёном фоне изображена лира в обрамлении колосьев, колосья связаны с лирой лентой. Колосья на гербе означают, что болдинская земля имеет важное сельскохозяйственное значение в области; лира символизирует вдохновение, которое было присуще Пушкину в Болдине. В общей композиции герба уложенные наподобие разомкнутого венка колосья, напоминающие руки, символизируют заботу жителей Большеболдинского района о сохранении истории и культуры родного края.

## История

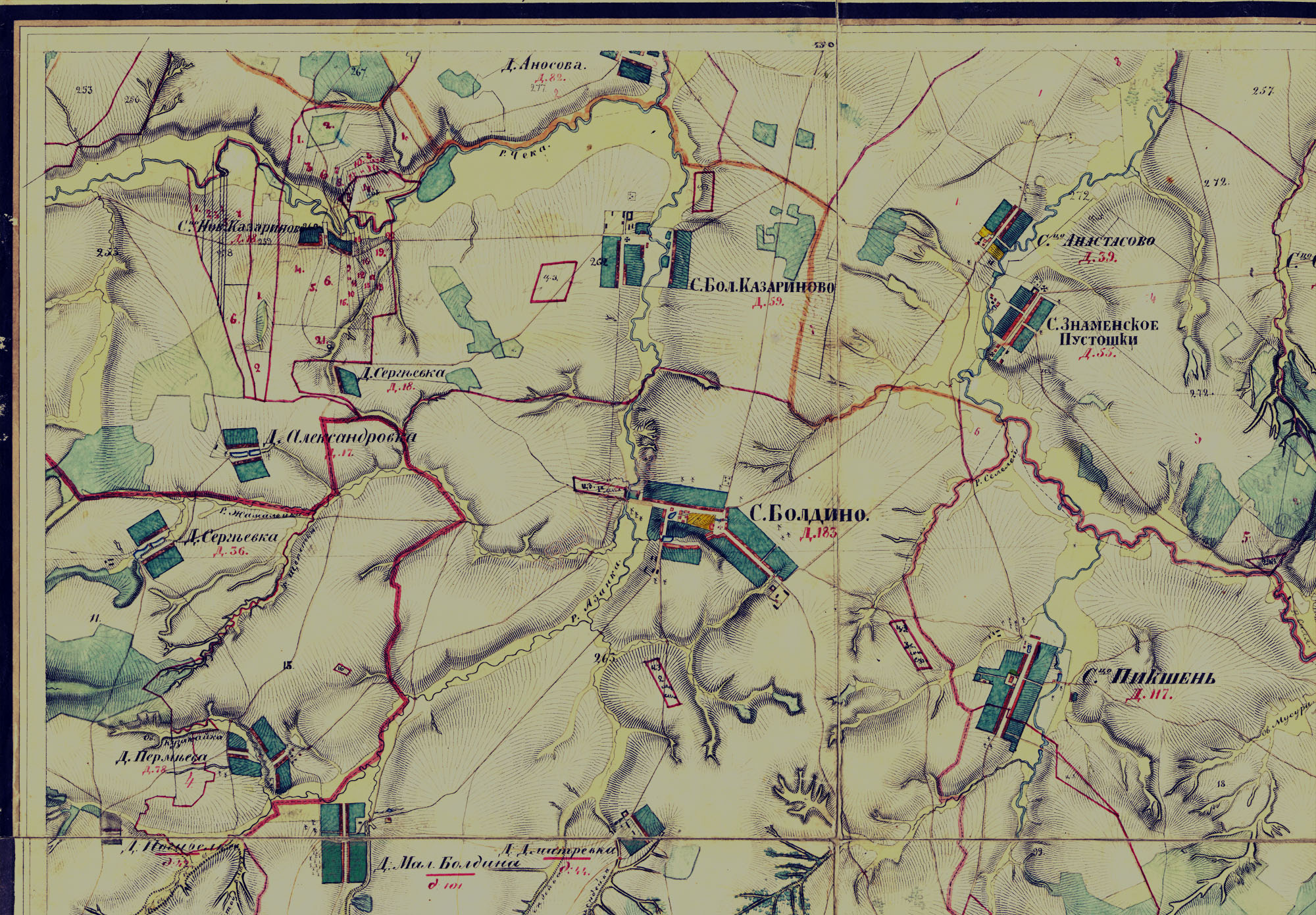
Б. Болдино на карте А. И. Менде 1850 года

### Происхождение названия
В древности местность, на которой расположено современное Большое Болдино, была заселена мордовскими племенами, занимавшихся собирательством мёда диких пчёл — бортничеством. Это объясняет древнее название села — Забортники (село за бортным лесом), под которым оно впервые упоминается в писцовых документах 1585 года.
Существует несколько версий происхождения современного названия села. Одна из версий приписывает названию татарское происхождение — Ель Болдино. Впоследствии в документах это название стало употребляться в сокращённом написании: Еболдино. По другой версии, название происходит от собственного мордовского имени Болдай.
В исторических документах XVII века Болдино именуется сначала как деревня: «…в Арзамасском уезде деревня Еболдина» (1612 года), но уже в 1619 году оно называется селом: «…в Арзамасском [уезде] в Залесском стану за Шатиловскими вороты село Болдино, что было деревня Забортники, под большим мордовским чёрным лесом». С этого времени и далее село называлось просто Болдино, а затем — Большое Болдино.

### XVI—XVII века
В течение нескольких веков село Большое Болдино принадлежало Пушкиным.
Большое Болдино впервые упоминается в архивных документах, датированных 1585 годом, где указано, что село Болдино Арзамасского уезда числится за воеводой и окольничим Евстафием Михайловичем Пушкиным. Евстафий Михайлович отличился при обороне Смоленска от нашествия литовцев в 1580 году, вёл трудные дипломатические переговоры с польским королём Стефаном Баторием. За эти заслуги Пушкин получил село в качестве поместного владения от Ивана Грозного.
В 1612 году Болдино было передано Ивану Фёдоровичу Пушкину, участнику Нижегородского ополчения Дмитрия Пожарского и Кузьмы Минина. После смерти бездетного Ивана Фёдоровича царь Михаил Фёдорович в 1619 году жаловал Болдино брату покойного, Фёдору Фёдоровичу Пушкину (по прозванию Сухорук), проявившему себя при обороне Москвы от войск польского короля Владислава IV.
В областном архиве хранится рукописная выписка из писцовой книги 1621—1623 годов Арзамасского уезда, среди селений которого значится и Большое Болдино:
Село Болдино на речке на Азанке что была деревня Забортники <...> В том же селе за Федором Федоровым сыном Пушкиным по Государеве царе и великого князя Михаила Федоровича всеа Руси жалованной вотчинной грамоте, что дана ему за Московское осадное сидение 12-го году <...> вотчинников приказчик Мишка Фёдоров да крестьяне Ивашко Микифоров <...> да двадцать дворов крестьянских да двадцать четыре двора бобыльских, а людей в крестьянских и бобыльских дворах сорок пять человек. Пашни вотчинников давдцать пять чети да крестьянские пашни восемь чети да перелогу шестьдесят семь чети и обоево пашни и перелогу сто чети в поле а вдву потому ж. Земля добра. Сена меж пол и по заполью и по вражкам и по речке Азанке по обе стороны четыреста копён.
Преобладание бобыльских дворов над крестьянскими говорит о том, что в то далёкое время земледелие в жизни болдинцев было далеко не главным, хотя земля и считалась «доброй». Больше половины сельчан составляли бобыли, оторванные от земли и занимающиеся ремеслом, бортничеством и охотой.
О границах болдинского имени Пушкиных в XVII веке говорит копия с отказной книги на «движимое и недвижимое имение» Елизаветы Львовны Сонцовой, урождённой Пушкиной:
Межа Фёдора Федорова сына Пушкина вотчинной земли села Болдина от Алаторского усаду, подле чёрной лес до старого селища Болдина, подле чёрной лес до речки Мокшандейки, а Мокшандейкою вниз до речки Азанки, а речкою Азанкою вниз до устья речки Жималейки, а речкою Жималейкою вверх до песочного врага, врагом по чёрному лесу до Помск Поималей враг, а по-русски ольховый враг, а врагом до речки Азанке ж вниз по Азанке и по тем урочищам по правую сторону земля Алаторского уезду села Болдина, а по левую сторону земля Арзамасского уезду.

### XVIII век

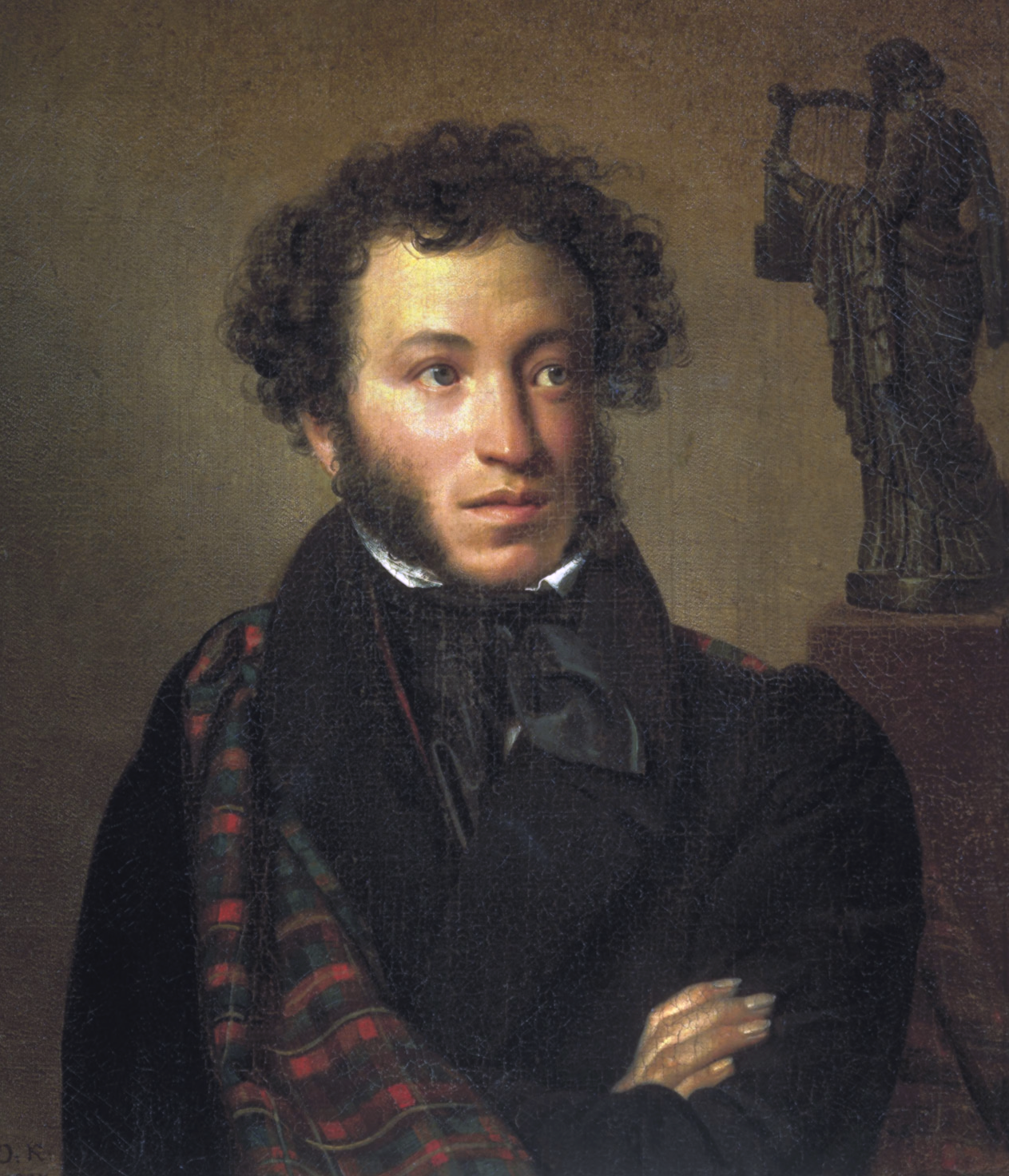
А. С. Пушкин

По переписи 1710 г. числится в Шатковском стане Арзамасского уезда Казанской губернии за стольником Иваном Ивановым сыном Пушкиным (113 дворов).
В 1718 году Болдино перешло во владение прадеду поэта, Александру Петровичу Пушкину, по духовному завещанию своего двоюродного дяди. С 1741 до 1790 года болдинским имением владел Лев Александрович Пушкин — дед поэта. Несмотря на то, что хозяин имения жил в Москве, нижегородская вотчина в это время расширилась и окрепла.
После смерти Льва Александровича болдинское имение, которое кроме самого Болдина включало деревню Малое Болдино и сельцо Кистенёво, перешло к его детям от двух браков. Часть наследства получил отец поэта Сергей Львович, которому по разделу с братом Василием Львовичем досталась половина Болдина с новой усадьбой. Позже Сергею Львовичу отошло ещё и Кистенёво, часть из которого он выделил позднее сыну Александру.

### XIX век
Разные поколения Пушкиных владели болдинскими землями. В 1830 году село Кистенёво было передано Александру Сергеевичу Пушкину его отцом Сергеем Львовичем Пушкиным в связи с женитьбой поэта. По этому поводу поэт впервые приехал в Болдино. Период предсвадебного затворничества осенью 1830 года известен как болдинская осень — наиболее продуктивная творческая пора в жизни поэта. Пребывание в имении из-за объявленного холерного карантина совпало с подготовкой к долгожданной женитьбе на Наталье Гончаровой. За это время Пушкиным завершена работа над «Евгением Онегиным», циклами «Повести Белкина» и «Маленькие трагедии», написаны: стихотворная повесть (поэма) «Домик в Коломне», лирические стихотворения («Бесы», «Безумных лет угасшее веселье…», «Рифма», «На перевод Илиады», «Труд», «Прощанье», «Заклинание», «Стихи, сочинённые ночью во время бессонницы», «Два чувства дивно близки нам…» — всего около тридцати). Во вторую осень в Болдине, в октябре 1833 года, когда Пушкин собирал материал для написания истории Емельяна Пугачёва, поэтом были написаны «Медный всадник», «Анджело», «Сказка о мёртвой царевне и семи богатырях», «Сказка о рыбаке и рыбке», «Пиковая дама» и ряд стихотворений, а также закончена «История Пугачёва». 13 сентября 1834 года А. С. Пушкин в последний раз приехал в родовое поместье. Он пробыл в Болдине около месяца, но написал всего одно произведение — это была «Сказка о золотом петушке». 

### XX век
Последним владельцем села из рода Пушкиных был Лев Анатольевич, внучатый племянник поэта. В 1911 году болдинская усадьба была приобретена государством, на основании решения совета министров «О приобретении в собственность государства за 30 тысяч рублей, принадлежащего дворянам Пушкиным родового имения при селе Болдино Лукояновского уезда Нижегородской губернии…».
После Октябрьской революции, в 1918 году, крестьянский сход Болдина единогласно постановил сохранением усадьбы «увековечить память великого поэта А. С. Пушкина». 
После революции в главном доме усадьбы была открыта четырёхлетняя школа, в вотчинной конторе до 1945 года работал детский сад. Усадебный парк пришёл в запустение, и в 1930-х годах неоднократно поднимался вопрос о создании Музея-заповедника. В 1937 году, в день столетия со дня смерти великого поэта, в Болдине была установлена мемориальная доска на барском доме. 20 июня 1944 года на заседании бюро Горьковского обкома ВКП(б) впервые рассматривался вопрос о реставрации пушкинского парка и организации Музея в селе. Наконец, в год 150-летия со дня рождения А. С. Пушкина, 18 июня 1949 года, в Болдине состоялось торжественное открытие Музея, в здании вотчинной конторы открылась пушкинская экспозиция, началась музеефикация усадьбы. На протяжении последующих лет продолжалась работа по развитию и благоустройству музея-заповедника. В 1973—1974 годах в Горьковской области широко отмечалось 175-летие со дня рождения поэта.
В 1985—2000 годах XX века усадебный комплекс был полностью восстановлен. На исторических местах снова появились барская кухня, конюшня с каретником и амбаром, людская, баня. В этих строениях открыты выставки и экспозиции этнографического характера.
К 200-летию со дня рождения Пушкина в Болдине восстановлена каменная церковь Успения. За два года до этого был открыт детский музей пушкинских сказок в домах церковного причта.

### Современность
В настоящее время Большое Болдино имеет статус исторического поселения регионального значения. Село — музей под открытым небом, сохраняющее атмосферу XIX века. Главной достопримечательностью Большеболдинского округа является мемориальный государственный музей-заповедник А. С. Пушкина «Болдино», который окружает природный памятник — парк Болдинской усадьбы.
В 2023—2024 годах выполнили комплексное благоустройство исторической части села. Создали единую архитектурно-градостроительную концепцию «Пушкинское Болдино — место творческой силы». Она объединила территорию единым смыслом и стилистическим оформлением и вдохнула новую жизнь в исторические здания. В селе отремонтировали фасады более 80 строений, в том числе домов обычных болдинских жителей. 
С 2022-го по 2024 год в литературно-мемориальном и природном музее-заповеднике А. С. Пушкина «Болдино» в рамках подготовки к празднованию 225-летия со дня рождения поэта прошли ремонтно-реставрационные работы. Это три территории общей площадью почти 52 гектара — усадьба Пушкиных с парком и прудами в Большом Болдине, усадьба сына поэта с парком и прудами в селе Львовка и заповедная роща «Лучинник».
К празднованию 225-летия Пушкина в 2024 году в Большом Болдине отреставрировали здание Дома культуры, которое построили в 1937 году к 100-летию поэта. С момента открытия и до 2012 года этот объект использовался как районный Дом культуры, также в нём располагались библиотека, музыкальная школа.

## Архитектура и достопримечательности

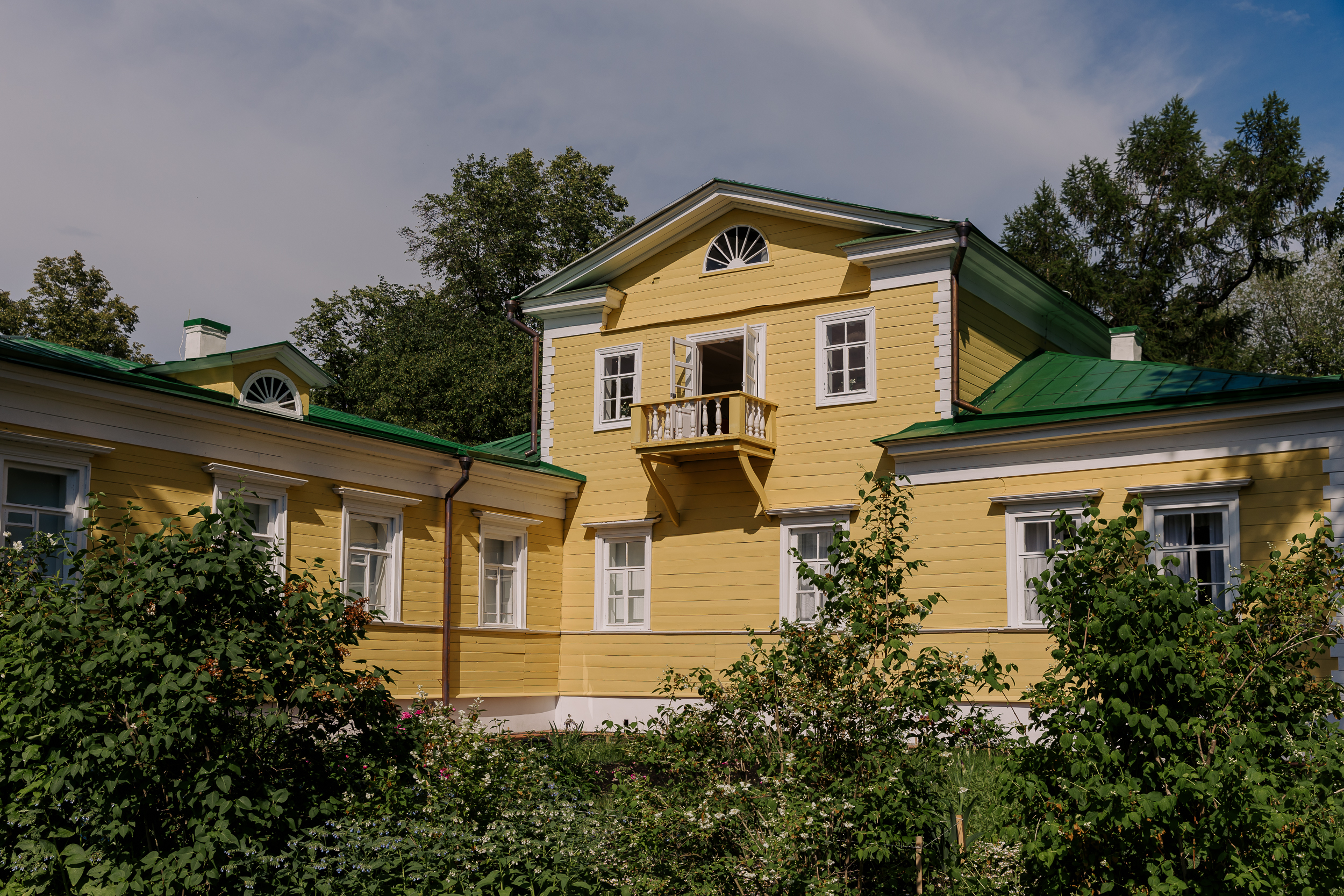
Барский дом болдинской усадьбы Пушкиных

### Музей
Главная достопримечательность села — государственный литературно-мемориальный и природный музей-заповедник А. С. Пушкина «Болдино». Это три территории общей площадью почти 52 гектара — усадьба Пушкиных с парком и прудами в Большом Болдине, усадьба сына поэта с парком и прудами в селе Львовка и заповедная роща «Лучинник». Музей-заповедник «Болдино» ведёт научную и просветительскую работу.
К 225-летию А. С. Пушкина  в музее-заповеднике провели ремонтно-реставрационные и восстановительные работы, а также музейную реэкспозицию.

### Храмы

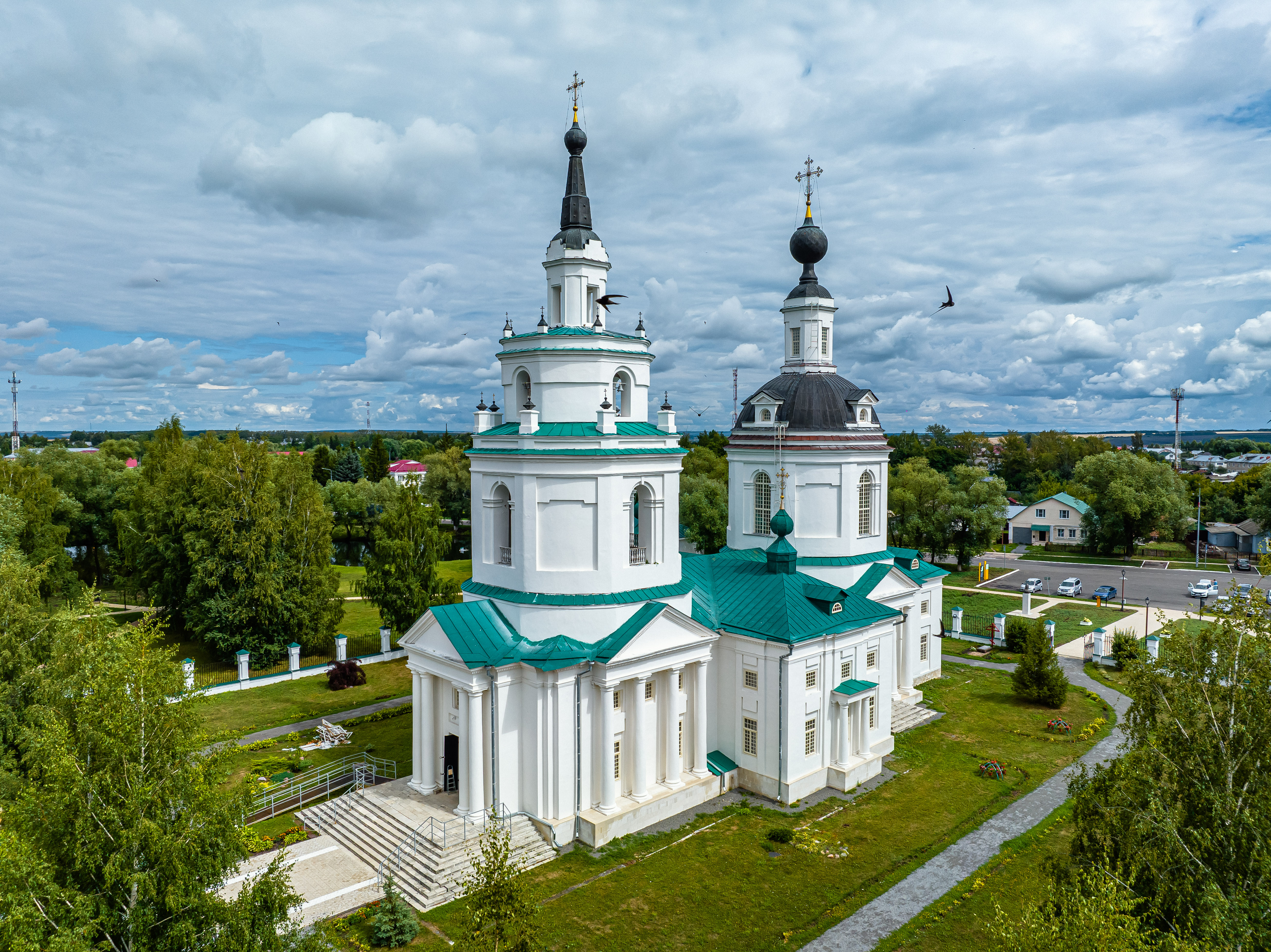
Церковь Успения в Большом Болдине

#### Церковь Успения Божией Матери
В центре Большого Болдина, напротив музея-заповедника и барского дома, находится большая белая каменная церковь Успения Божией Матери, являющаяся архитектурной доминантой села. В XVIII веке в селе существовала другая церковь, также освящённая во имя Успения Пресвятой Богородицы — престольного праздника Большого Болдина. Эта церковь упоминается в архивных документах при составлении описей помещичьих владений по уездам: «Расположено Болдино при речке Азанке, по течению на правой стороне. Церковь деревянная во имя Успения Божией Матери».
Как свидетельствует другой документ — прошение служителя Болдинской вотчины Ивана Александрова, — деревянная Успенская церковь была ветхой и сгорела в 1787 году:
В прошлом 1782 году поданной от покойного владимирского преосвященного иеронима благословенной храмоизданной грамот в помянутом селе Болдине построить вместо ветхой деревянной вновь каменную во имя Успения Пресвятые Богородицы, с престолами Архангела Михаила и святителя Николая, но в 1787 году означенная деревянная церковь со всем имуществом сгорела <...> а как оная церковь постройкою уже окончена <...> почему и следует теперь к освящению.
Новая Успенская церковь была освящена в 1791 году, была трёхпрестольной. Церкви принадлежало 36 десятин земли. 
В годы советской власти церковь была частично разрушена (разобраны колокольня и главка), помещение церкви было в ведении райисполкома и использовалось для различных хозяйственных нужд как столовая, электростанция, библиотека. К юбилею празднования 200-летия со для рождения Пушкина Успенский храм был полностью восстановлен: 6 июня 1999 года митрополит Нижегородский и Арзамасский Николай освятил придел Архангела Михаила. В настоящее время в Успенской церкви проводятся регулярные богослужения.

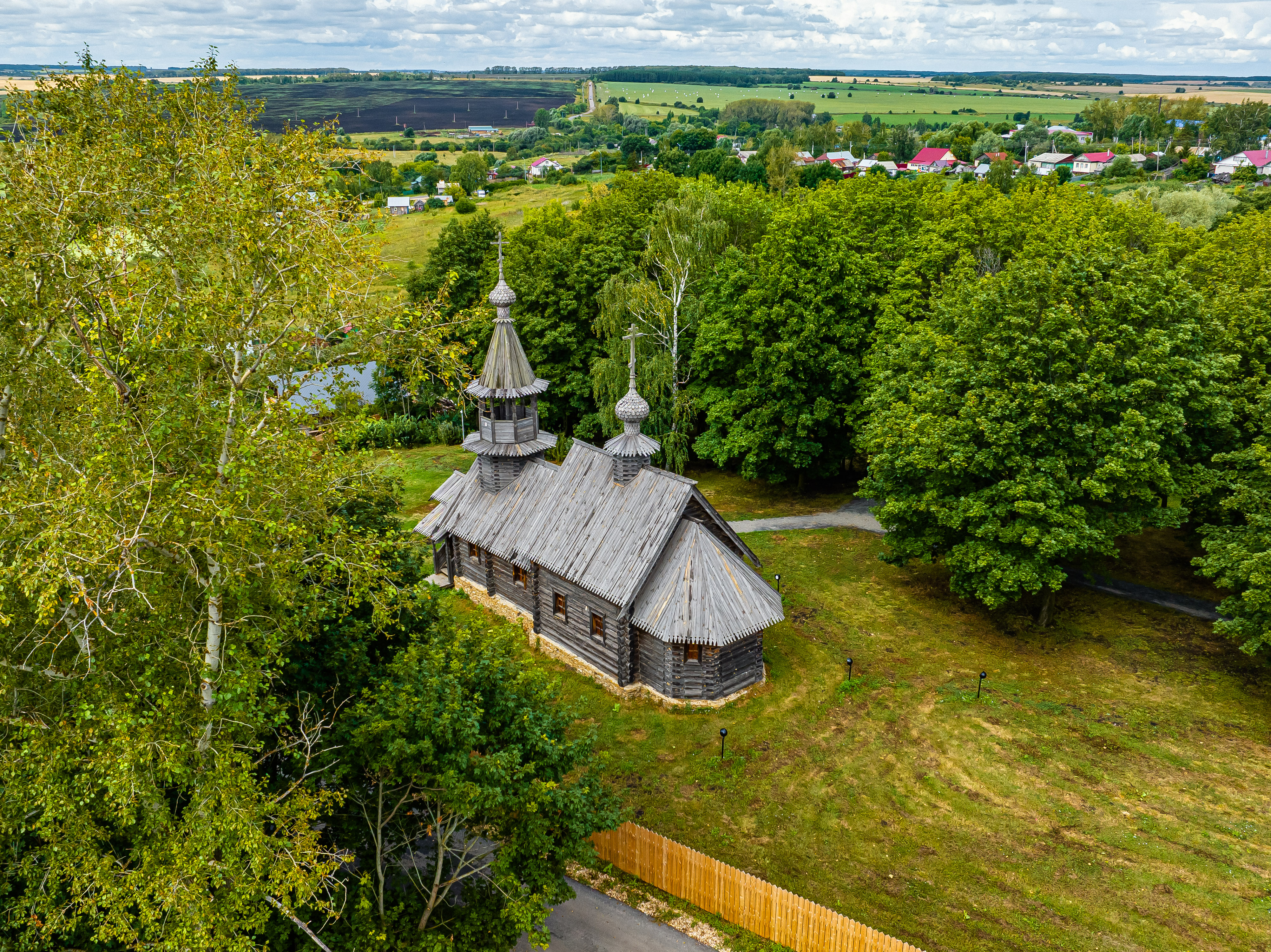
Часовня Михаила Архангела

#### Часовня Михаила Архангела
Была в Болдине и другая церковь, о чём свидетельствует список с писцовой книги 1621 года:
Село Болдино на речке Азанке что была Деревня Забортники, а в сем церковь Архангела Михаила деревяна клатки, а в церкви образы и книги и ризы и сосуды церковные и колокола и всякое церковное строение мирское приходных людей, да церковных дворов
Данная церковь не сохранилась до наших дней, но была восстановлена в 1999 году на месте часовни XIX века.
Вновь возведённая часовня представляет собой деревянную одноглавую клетскую постройку с гранёным алтарным прирубом и небольшой трапезной, над которой надстроена шатровая колокольня.

### Памятники

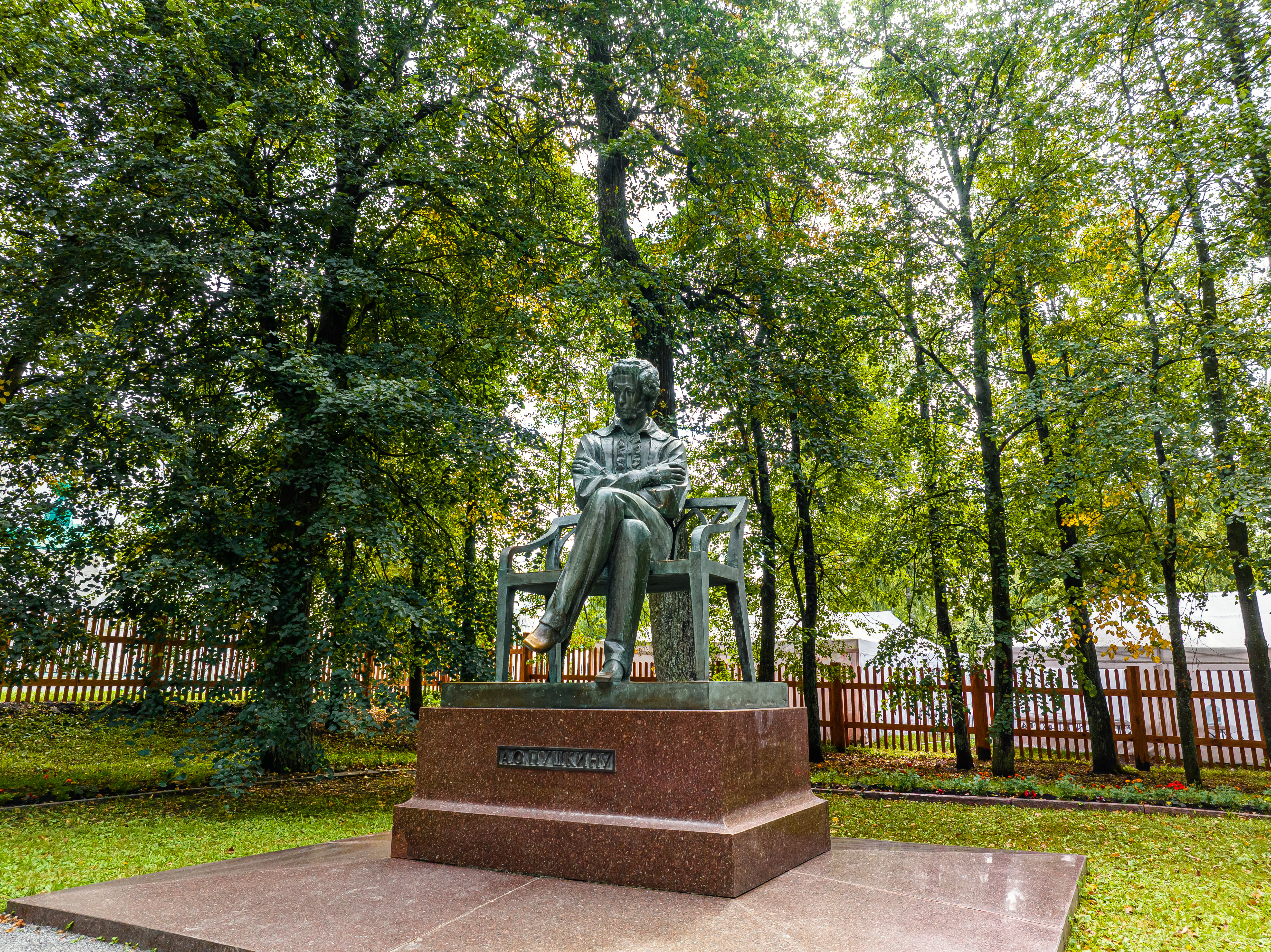
Памятник А. С. Пушкину, открытый в 1979 году. Автор О. К. Комов

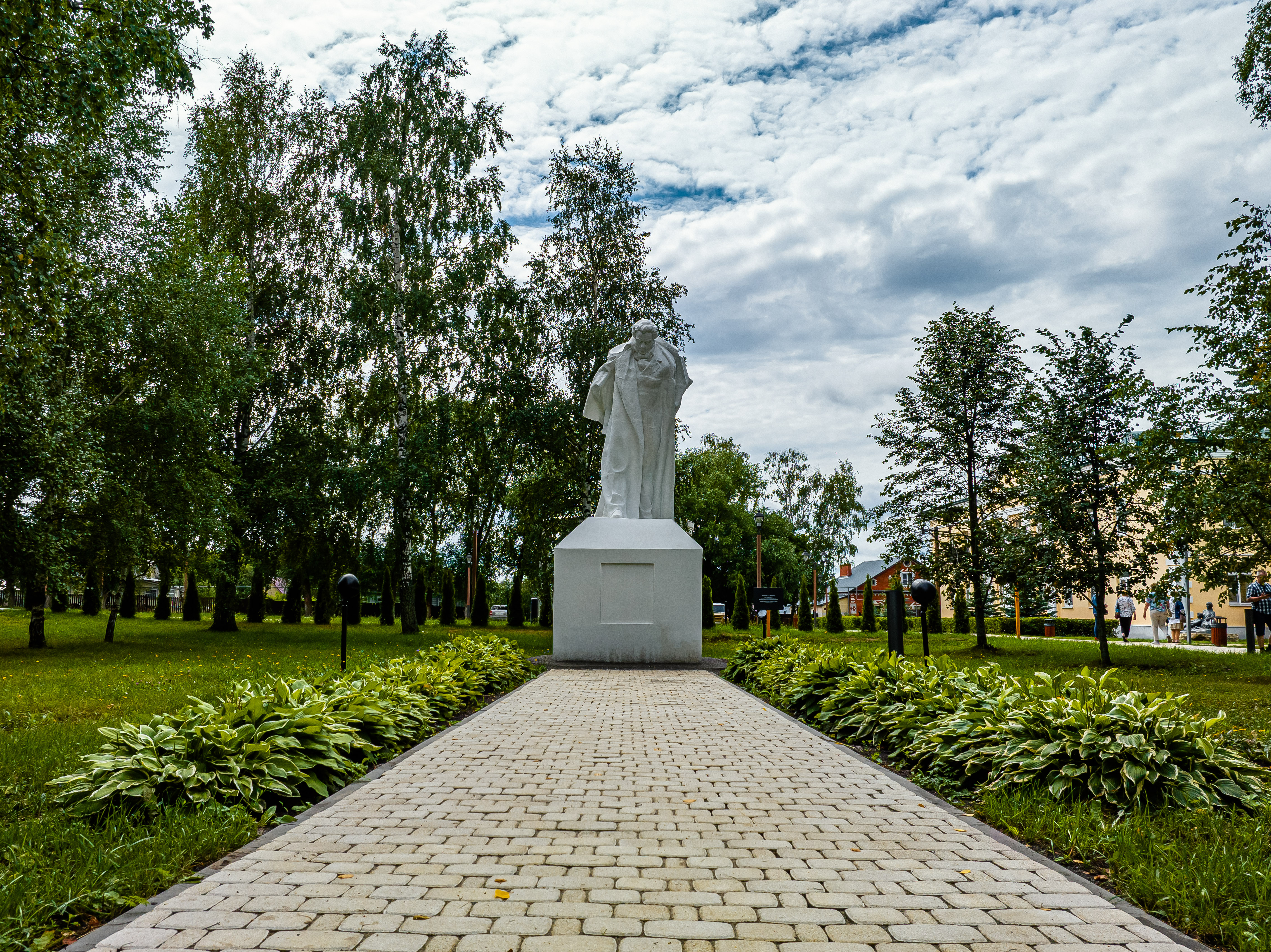
Памятник А. С. Пушкину, открытый в 1941 году. Автор С. Д. Меркулов

В Большом Болдине установлены два памятника А. С. Пушкину. Первый, более известный, находится у здания музея-заповедника. Александр Пушкин запечатлён в момент творческих размышлений, одетым в лёгкую рубашку, сидящим на скамейке у барского дома. Поэт словно вышел из дверей усадьбы и сел на садовую скамью, уйдя в себя. И. Л. Андроников, известный литературовед, так отозвался об этом памятнике: «Это великолепно по образу, по пластике, по настроению, которое внушает он, по той тишине, которую устанавливает вокруг себя». Автор памятника — скульптор Олег Константинович Комов, архитектор — супруга скульптора Нина Ивановна Комова. Установлен в 1979 году. 
Второй, менее известный памятник работы С. Д. Меркурова, находится в стороне от усадьбы. Пушкин изображён в полный рост, в движении, со слегка опущенной головой и сцепленными за спиной руками, идущим в раздумьях. Памятник открыт 10 февраля 1941 года.
В 2009 году, к 60-летию музея-заповедника, в Болдине был открыт новый памятник поэту и его няне Арине Родионовне. Инициатором установки памятника стал писатель-сатирик, драматург, член Союза писателей России Михаил Задорнов. По словам Задорнова, идею поставить памятник в Болдине подал его коллега Лион Измайлов, так как именно в Болдине Пушкиным было написано большинство сказок.
Кроме того, в Большом Болдине есть несколько памятников советской эпохи: В. И. Ленину (напротив здания районной администрации), скульптурный бюст Ф. Э. Дзержинского (рядом с отделом милиции), мемориал павшим в Великой Отечественной войне.
2 июня 2018 года, во время проведения Пушкинского праздника поэзии в Большом Болдине возле церкви Успения Божьей Матери был открыт бюст благоверному князю Александру Невскому. В мероприятии принял участие врио губернатора Нижегородской области Глеб Сергеевич Никитин.

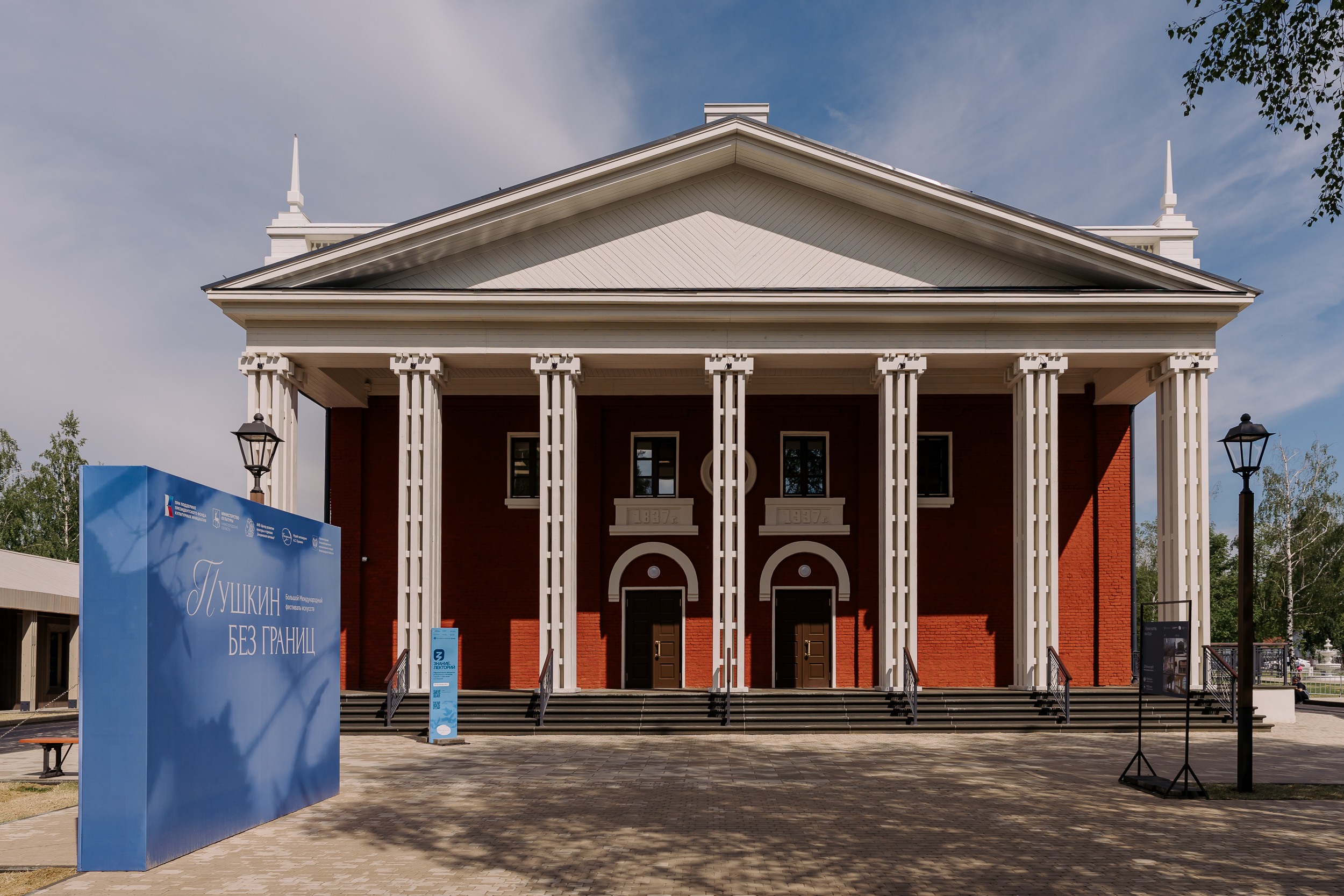
Дом культуры в Большом Болдине после реставрации, 2024 год

### Памятники градостроительства и архитектуры
Помимо барского дома и построек музея-заповедника, церкви и часовни, к памятникам градостроительства Большого Болдина относится здание районного Дома культуры 1937 года. Здание было возведено в память 100-летия со дня гибели поэта. Клуб представляет собой кирпичное двухэтажное здание с массивным парадным входом: портик поддерживается семью квадратными в сечении колоннами. Конструкция парадного входа с крыльцом выполнена не из камня, а из дерева, что придаёт уникальность постройке. С момента открытия и до 2012 года объект использовался как районный Дом культуры, также в своё время здесь располагались библиотека, музыкальная школа. К 225-летию А. С. Пушкина в 2024 году здание Дома культуры отреставрировали. Здесь появится современный многофункциональный музейно-туристский центр. 

## Экономика
В Большом Болдине функционируют следующие предприятия:
- ООО «Племзавод «Пушкинское» (выращивание зерновых культур, производство ветчины, колбас, буженины)[39]
- ОАО «Молокозавод Янтарь» (производство сыров, сливочного масла, кефира, ряженки, мороженого)[39]
- ОАО «Большеболдинский хлебозавод» (производство хлебобулочных изделий)[40]
- Большеболдинское районное потребительское общество (оказание торговых услуг, заготовка и переработка сельхозпродукции)[39]
- ОАО «ПМК-385» (строительство)[39]
- «ПЗ/ Пушкинское»[41]

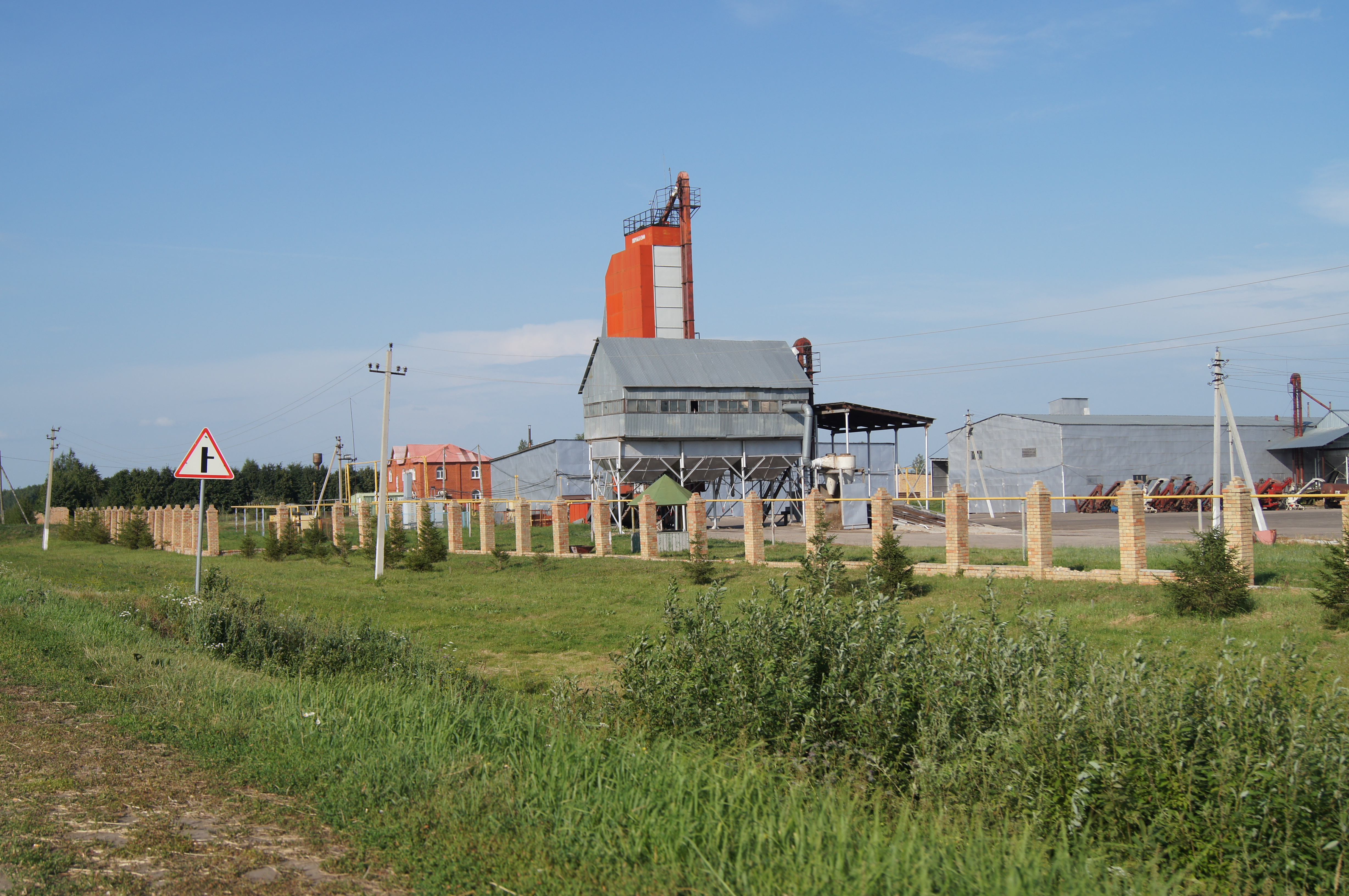
Подсобное хозяйство «Пушкинское»

Образующим сельскохозяйственным предприятием Большого Болдина и одноимённого района является агрофирма «Племзавод Пушкинское».
Основными направлениями работы хозяйства являются мясо-молочное животноводство и элитное семеноводство зерновых культур. Последним направлением предприятие занимается с 1997 года. Общая площадь сельскохозяйственных угодий составляет 5940 га, в том числе зерновыми культурами занято 1515 га, кормовыми 2356 га, пашней 4270 га, пастбищами 1217 га, прочими землями — 453 га. Кормовые культуры представлены многолетними и однолетними травами, кукурузой и кормовой свеклой. Среди зерновых культур выращиваются озимая и яровая пшеница, ячмень, овес, горох, картофель.
Урожайность зерновых составляет 24,2 центнеров с гектара.
Автопарк предприятия насчитывает 59 тракторов, 15 зерноуборочных комбайнов, 80 единиц грузовых автомобилей.
Предприятие занимается разведением крупного рогатого скота голштинизированной черно-пестрой породы канадской селекции. За высокие достижения в животноводстве «Пушкинское» было отмечено дипломами и медалями различных агровыставок, коллектив подсобного хозяйства является победителем Всероссийского конкурса-смотра в развитии племенного дела. Продуктивность коров составляет 9753 кг молока на корову.
На предприятии налажено производство колбасных изделий и мясных деликатесов. Пять наименований колбас награждены золотыми медалями выставок, ветчина для завтрака высшего сорта получила 1 степень в программе «100 лучших товаров России».

## Транспорт
Главная транспортная компания в Большом Болдине — МУП «Большеболдинское ПАП». 
Большое Болдино связано с областным центром регулярными пассажирскими маршрутами, отправление из Нижнего Новгорода с автовокзала «Щербинки» на проспекте Гагарина. К северу от села проходит платная автодорога М-12 «Восток», которая станет частью международного транспортного коридора «Европа — Западный Китай». Трасса ведёт из Москвы в город Арзамас, а оттуда по дороге федерального значения Р-158 можно добраться до Большеболдинского округа. Например, из Москвы до Болдина по новой трассе можно доехать за 5,5 часов. Раньше этот путь занимал более 8 часов.
В Большеболдинском округе в 2022 году организовали работу муниципального такси. Для этого купили 4 автомобиля «Лада Гранта».
Ближайшая к районному центру железнодорожная станция — Ужовка, от неё идёт автодорога регионального значения.
В Большом Болдине находится аэродром, использующийся для нужд сельскохозяйственной авиации. В авиапарке несколько самолётов Ан-2. Код аэродрома ИКАО: UWGB.

## Культура
Помимо музея-заповедника и Дома культуры, в Большом Болдине немало других учреждений культуры: кинотеатр «Лира», центральная детская библиотека имени А. С. Пушкина, центр детского творчества, Научно-культурный центр (НКЦ).

### Центральная районная библиотека
Центральная районная библиотека села носит имя поэта Александра Сергеевича Пушкина. По документам архивного фонда Нижегородского отдела народного образования, существует с 1912 года. К 1927 при библиотеке появляется изба-читальня с общим числом книг 2815 единиц. В 1937 году, в связи с 100-летней годовщиной со дня смерти поэта, библиотеке присвоено имя А. С. Пушкина. В довоенные годы библиотека находилась в здании вотчинной конторы, в годы войны и до 1963 года — в Доме Культуры.  В 1949 году фонд библиотеки насчитывал 10 397 экземпляров книг, посетителей библиотеки было 1412 человек. В 1963 году библиотека переезжает в здание Успенской церкви, в котором просуществует до 1980 года, после чего переезжает в новое отдельное здание на улице Красной, в котором находится по настоящее время. В 2005 году при детском отделении библиотеки открывается музей-мастерская «Золотой петушок», в декабре 2005 года — публичный центр правовой информации.
К настоящему времени Большеболдинская библиотека имеет 13 филиалов в сёлах и деревнях района.
В 2022 году Центральная районная библиотека имени А. С. Пушкина была модернизирована и переоснащена по модельному стандарту в рамках нацпроекта «Культура». Тематику известных произведений писателя вписали в интерьер. Появился зал с мультимедийным оборудованием для проведения культурно-просветительских мероприятий и конференций различного уровня. Также был обновлен книжный фонд библиотеки — закуплено почти 4 000 экземпляров литературы, среди которых классические произведения, детская литература, сочинения современных авторов.

### Культурные мероприятия

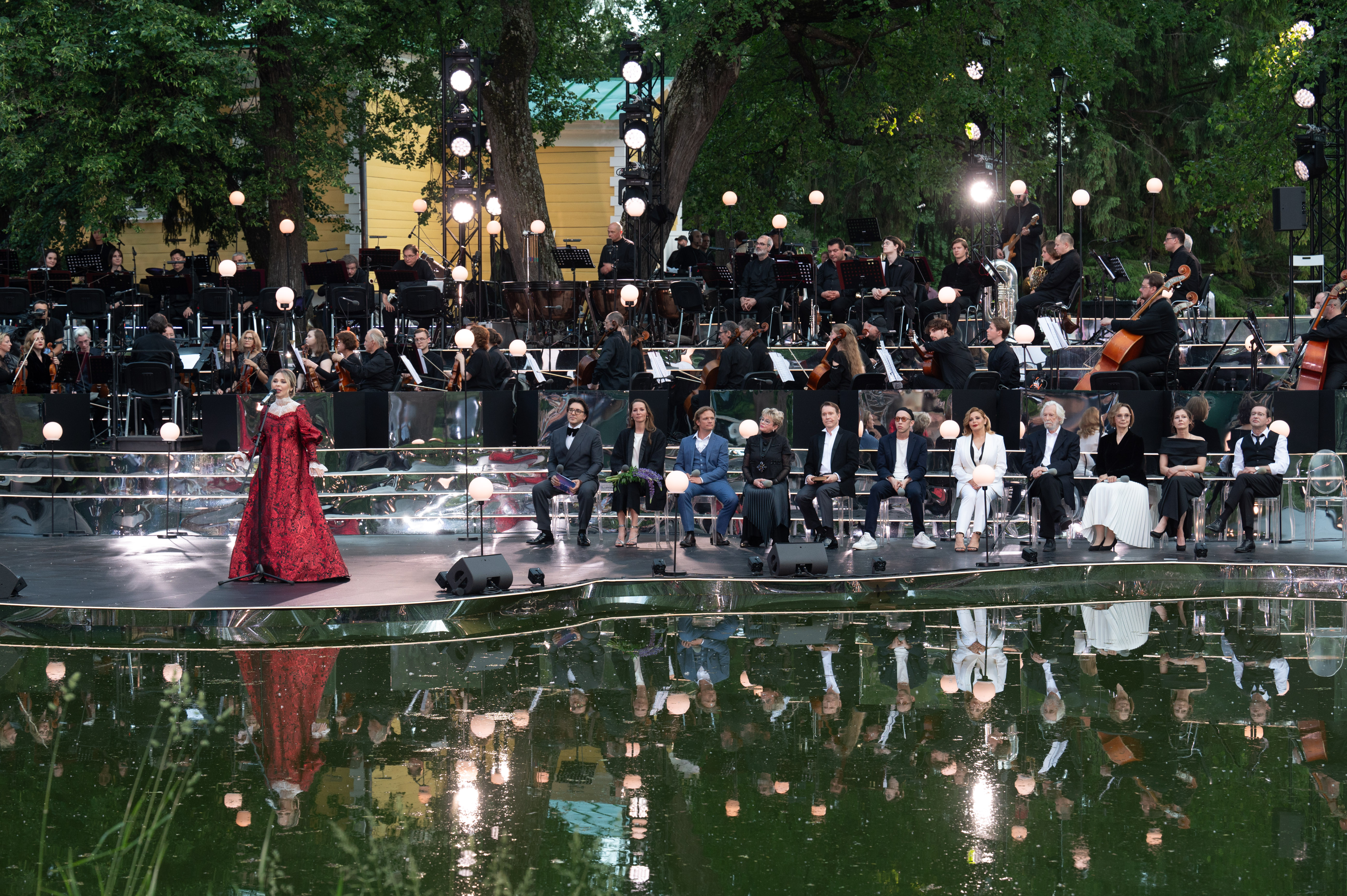
Концерт «Отражения» в Большом Болдине к 225-летию А. С. Пушкина

#### Всероссийский Пушкинский праздник поэзии
В Большом Болдине ежегодно проводятся торжества, приуроченные к дню рождения А. С. Пушкина. Праздник отмечают с 1976 года, в ближайшие к 6 июня выходные дни. Традиционно на него съезжаются гости со всей страны: участие в фестивале принимают заслуженные деятели культуры и искусства, писатели и поэты из многих регионов. В программе праздника церемония вручения литературных премий «Болдинская осень», чтение стихов.

#### «Болдинские чтения»
Ежегодно осенью в Большом Болдине проводится международная научная конференция «Болдинские чтения», посвящённая исследованию творчества поэта.
Научный форум проходит с 1969 года, а с 2004 года имеет международный статус. Конференция сочетает принципы научной конференции и симпозиума. Мероприятие собирает цвет отечественной и зарубежной пушкинистики и активным образом включает в свой состав начинающих учёных. В 2005 году социокультурный проект «Болдинские чтения» был удостоен премии города Нижний Новгород. 
Организаторами мероприятия являются Министерство культуры Нижегородской области, государственный литературно-мемориальный и природный музей-заповедник А. С. Пушкина «Болдино» и кафедра русской литературы Нижегородского государственного университета им. Н. И. Лобачевского. По итогам конференции «Болдинские чтения» издаётся сборник прозвучавших на ней докладов и научных сообщений. 

##### «Над миром — Болдинская осень»
Всероссийский фестиваль искусств проходит с 2019 года и объединяет представителей творческих профессий: поэтов и писателей, певцов и музыкантов, художников и журналистов. В программе события —  литературные вечера, творческие встречи, пленэры, мастер-классы, концерты, ярмарки. В организации проекта принимают участие министерство культуры Нижегородской области, государственный музей-заповедник А. С. Пушкина «Болдино», администрация Большеболдинского района. Частью фестиваля является конкурс «Всемирный Пушкин», цель которого — содействие популяризации русского языка и культуры в мире.

### Научно-культурный центр
5 июня 2015 года, накануне 216-летия со дня рождения А. С. Пушкина, в Большом Болдине состоялось торжественное открытие научно-культурного центра. Открыли центр экс-заместитель Председателя Правительства РФ О. Голодец, экс-губернатор Нижегородской области В. Шанцев и экс-министр культуры РФ В. Мединский. Новый комплекс представляет собой зрительный зал на 400 мест, танцевальный зал площадью 250 квадратных метров, зимний сад, летнюю эстраду.
Благодаря открытию центра появились помещения для кружковой деятельности, артистические гримёрные. Для выступления артистов предоставлена сцена, оборудованная современной звуковой и световой техникой. В новом центре проходят многочисленные торжественные мероприятия и праздники.

## СМИ
Основной орган средств массовой информации в Большом Болдине — газета «Болдинский вестник» (редакция расположена в областном центре).
Прежнее название газеты — «Колхозная трибуна». Издаётся с 1932 года. В 2006 году газета «Болдинский вестник» стала лауреатом Всероссийского конкурса журналистов федеральных и региональных СМИ «Перекрёсток национальных проектов».
Тираж газеты 2100—2300 экземпляров, периодичность выхода — один раз в неделю.
Распространяется в основном по подписке. Печатный формат — 12 страниц A3.

## Образование
В Большом Болдине находится средняя общеобразовательная школа имени А. С. Пушкина, число учащихся — свыше 900 человек. За время работы школа выпустила более 100 медалистов. Среди выпускников школы — два Героя Советского Союза: лётчик-штурмовик И. А. Докукин и командир батареи истребительно-противотанкового артиллерийского полка А. С. Смолин.
Учебное заведение, предоставляющее среднее образование в районе — ГБОУ СПО «Большеболдинский сельскохозяйственный техникум». Осуществляет подготовку по специальностям «Товароведение и экспертиза качества потребительских товаров», «Технология продукции общественного питания», «Информационные технологии», «Механизация сельского хозяйства», «Автомеханик» и «Тракторист-машинист сельскохозяйственного производства». Также при техникуме действует автошкола, обучающая всех желающих на категории «В» и «С».

## Здравоохранение
В Большом Болдине имеются центральная районная больница и травмпункт, пункт оптики, районный центр Госсанэпиднадзора, аптека.
Большеболдинская центральная районная больница состоит из стационара на 120 мест и поликлиники, рассчитанной на 250 посещений в смену.

## Известные жители
В селе Большое Болдино родился, окончил школу и работал в колхозе Герой Советского Союза Александр Сергеевич Смолин, именем которого названа одна из улиц села.
В селе жил и умер Семён Семёнович Лозгачёв, полный кавалер ордена Славы. В Большеболдинской школе учился Герой Советского Союза лётчик-штурмовик Иван Архипович Докукин.
В Большом Болдине родился сельский поэт Алексей Павлович Новиков (1889—1971). Его сочинения печатались в районных газетах, а в 1930-е годы стихотворения автора  получили признание горьковских писателей, которые пригласили его в 1938 году на съезд. Год спустя вышел первый небольшой сборник стихотворений под названием «Страна моя».